# 中谷村 (福岡県)
中谷村（なかたにむら）は、現在の福岡県北九州市東部にあたる、旧企救郡に存在した村。1941年4月1日、当時の小倉市に編入され消滅した。かつての村域は現在の北九州市小倉南区の一部であり、同時に小倉市に編入された旧西谷村の区域では一部が都市化しているのと対照的に、今も農山村区域が大半を占める。

## 歴史
1889年、町村制施行により、現在の高津尾・山本・春吉・道原（どうばる）・頂吉（かぐめよし）にあたる地域が統合され、企救郡中谷村として発足。同時に誕生した東谷村, 西谷村と併せ、「三谷（さんたに）地区」と呼ばれることとなった。
東谷村では村内を秋月街道（異称・香春街道。現在の国道322号）が通り、西谷村も徒歩限定ながら合馬（おうま）峠を越えると今の八幡東区方面に抜けることができたが、中谷村を通っていたのは秋月街道のバイパス的な道であった。地理的にも他の地域から遮断されたような地形である。1941年、太平洋戦争の開戦を前にして西谷村とともに小倉市へ編入された。その際、村役場は西谷村役場に統合されて消滅し、現在は「小倉南区役所両谷出張所」となっている。
村内の頂吉地区と道原地区の奥部は紫川の上流部に位置していることから、古くから水源地帯として目をつけられていた。そのため、旧門司市によって、明治時代に「福智ダム」が、村消滅前に「頂吉ダム」がそれぞれ作られ、地区の大部分が水没した。第二次世界大戦後、小倉市・門司市の慢性的な水不足を解消するため、福岡県によってダムの再開発が行われ、新たに両者を併せた「鱒淵（ますぶち）ダム」が作られた。その結果、古い2つのダムとともにダム下の集落も水没し、今日に至る。
西谷村同様、「中谷」の地域名は戦後ほとんど使われなくなっている。しかし、西鉄バス北九州では、九州自動車道小倉南インターチェンジ近くにバス営業所を構えており、所名とバス停の名称に「中谷」を用いている。また、親会社の西日本鉄道が運行する小倉 - 天神間の高速バスのうち、同停留所を経由する系統には「なかたに号」の愛称がつけられている。ちなみに、この営業所の所在地は、秋月街道を通って小倉から田川へ向かう際、旧西谷村から旧中谷村に入る入口にあたり、村の境となっていた紫川に今かかる橋は「西中橋」と呼ばれている。

### 行政区域の変遷
- 1889年4月1日 - 町村制が施行され、高津尾村、山本村、春吉村、道原村、頂吉村が合併して企救郡中谷村が成立。
- 1941年4月1日 - 西谷村とともに小倉市へ編入され消滅。